# Chylonia
Chylonia (kaszub. Chëlonô, niem. Kielau) – największa pod względem liczby mieszkańców dzielnica Gdyni – zamieszkuje ją ponad 19 tys. osób (2024). Jej zabudowa jest zróżnicowana, stanowią ją głównie bloki mieszkalne i domy jednorodzinne (na południowy zachód od magistrali kolejowej Trójmiasta) oraz tereny przemysłowe i kolejowe (na północny wschód od torów).

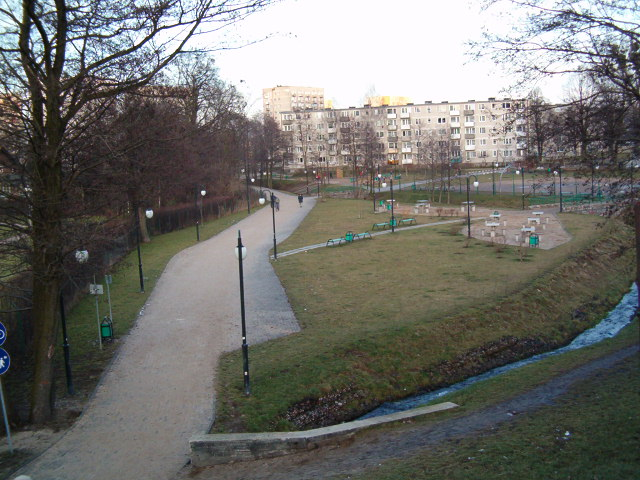
Park Kiloński

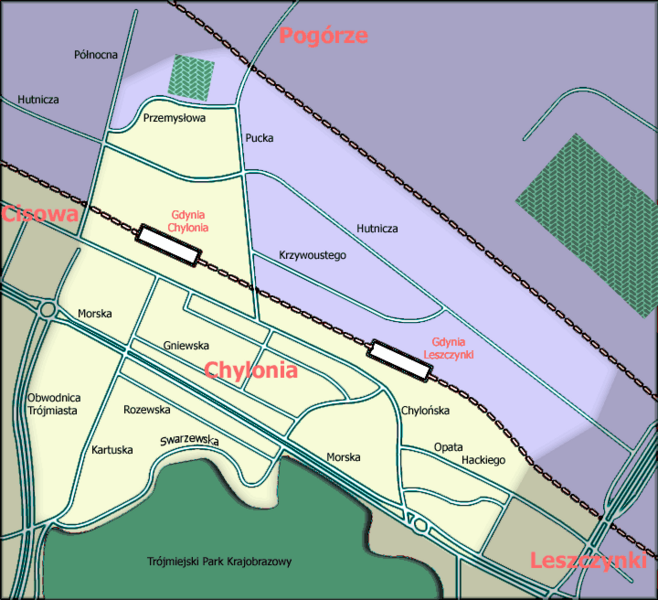
Plan dzielnicy

## Położenie
Chylonia położona jest w północno-zachodniej części miasta Gdyni i graniczy z dzielnicami:
- Cisową (od zachodu)
- Pustkami Cisowskimi i Demptowem (od Południa)
- Leszczynkami (od wschodu),
- Pogórzem (od północy)
- i ze Śródmieściem – dawniej oddzielnym Portem (od północnego wschodu).

Granice Chyloni przebiegają:
- od strony północnej – wzdłuż terenów kolejowych
- od strony wschodniej i południowej – wzdłuż rzeki Chylonki, następnie obejmujące zespół zabudowy przy ul. św. Mikołaja do terenów kolejowych, po przecięciu terenów kolejowych na południe,
- po zachodniej stronie ul. J. Komierowskiego do ul. Morskiej, dalej na zachód po południowej stronie ul. Morskiej. Na wysokości ul. Lubawskiej duktami leśnymi do ul. Swarzewskiej,
- po południowej stronie ul. Swarzewskiej do Obwodnicy Trójmiasta[2].

## Podział
Współczesne centrum dzielnicy zlokalizowane jest w rejonie skrzyżowań ul. Kartuskiej z ul. Morską i Chylońską. W ich sąsiedztwie znajdują się, m.in. dworzec kolejowy Gdynia Chylonia, poczta, a także najwyższy budynek mieszkalno-usługowy w tej części miasta – Dom Towarowy „Chylonia”. Historyczne centrum Chyloni stanowią natomiast okolice kościoła pw. św. Mikołaja – rejon ulic Chylońskiej, Młyńskiej, św. Mikołaja i Opata Hackiego.

### Podział umowny
- Chylonia Nowa – jej obecnie umowne granice pokrywają się z granicami dawnej dzielnicy miasta Gdyni o tej samej nazwie. Chylonię nową od Centrum oddziela ul. Pucka oraz Starogardzka. Wbrew nazwie jest to historyczne centrum dzielnicy (obecne rozwinęło się w XIX w. za sprawą budowy dworca kolejowego za zabudowaniami wsi) i zarazem najstarsza jej część.
- Chylonia Centrum – w XIX w. obszar ten nazywano „Chylońską Piłą” i obejmuje tereny na południowy zachód od dworca kolejowego.
- Chylonia Przemysłowa – obejmuje tereny przemysłowe na północny wschód od magistrali kolejowej Trójmiasta.
- Meksyk – osiedle domów jednorodzinnych powstałe w latach 30. XX w. jako tymczasowe schronienie dla ludności przybyłej do wówczas powstającego miasta. Położone jest na północny zachód od dworca kolejowego.

## Etymologia
Najstarsza wzmianka nazwy Chylonia w formie Kilona pochodzi z 1259 r. i dotyczyła rzeki, która przepływała przez wieś. Nazwa określająca osadę pojawiła się w dokumentach po raz pierwszy dopiero między rokiem 1348 a 1351. Wtedy to urząd komtura gdańskiego sprawował Henryk von Rechter, który na swą cześć nazwał osadę Heynrichsdorf. Nazwa ta jednak nie utrzymała się zbyt długo i wkrótce przybrała formę Chylowo. Pochodzi ona najprawdopodobniej od popularnego wówczas na Pomorzu nazwiska Chyla, które z kolei bierze swój początek od czasownika „chylić się”. W latach 1414–1484 zmieniła się na Kylow, a następnie Kilowo, by w XVII wieku ewoluować od formy Chilonia. W okresie międzywojnia używana była odmiana Chylonja, a w czasie okupacji niemieckiej miejscowość nosiła nazwę Kielau. Dzisiaj używane określenie utrzymuje się od zmian administracyjnych w roku 1945.

## Herb dzielnicy
15 marca 2000 r. w filii nr 18 Gdyńskiej Biblioteki Publicznej odbył się wernisaż, podczas którego prezentowano prace z rozstrzygniętego konkursu pt. Herb Chyloni. Nad ogłoszonym rok wcześniej konkursem czuwało jury, na którego czele stanął Aleksander Kuźmin, znawca heraldyki, numizmatyki i sfragistyki. Autorem zwycięskiego projektu herbu, spośród 54 zgłoszonych, jest Jakub Ataman.
Herb dzielnicy Chylonia – w polu czerwonym błękitna krzywaśń w lewo rozszerzająca się do dołu, a na niej koło wodne o sześciu dzwonach w kolorze brązowym. Czerwone pole nawiązuje do herbu miasta Gdyni, błękitna krzywaśń symbolizuje rzekę Chylonkę, a koło wodne nawiązuje do młynów występujących w dawnej Chyloni.

## Historia
Nazwa „Chylonia” w formie „Kilona” po raz pierwszy wzmiankowana jest w 1259 roku, lecz badania archeologiczne dowodzą, że ślady bytności człowieka na tym terenie pochodzą już z epoki kamienia. Wieś królewska położona była w II połowie XVI wieku w powiecie gdańskim województwa pomorskiego. 
W okresie rozbiorów i okupacji niemieckiej jako wioska Kielau, ponownie podczas okupacji Niemcy zmienili nazwę dzielnicy na Kielau. W czasach zaboru pruskiego wieś położona w połowie drogi między wsiami Gdingen (Gdynia) i Ziessau (Cisowa), był tu duży folwark. W granice Gdyni, mimo sprzeciwów Rady Gminnej, wieś włączona została w 1930 roku. Najstarsza część Chyloni znajduje się w okolicach kościoła pw. św. Mikołaja (obecny budynek pochodzi z XIX w.) – ta część dzielnicy jest dziś często błędnie zaliczana do pobliskich Leszczynek (z powodu istnienia w tej części dzielnicy przystanku SKM, Gdynia Leszczynki). Budowa pod koniec XIX stulecia dworca kolejowego (była to pierwsza stacja kolejowa na terenie obecnej Gdyni) spowodowała rozbudowę wsi w kierunku zachodnim i powstanie obecnego centrum Chyloni – nazywanego wówczas Chylońską Piłą. Do dziś w Chyloni zachowało się wiele budynków z przełomu XIX i XX wieku.

## Zarząd i Rada Dzielnicy
W dzielnicy mieści się siedziba Zarządu (organ wykonawczy) i Rady Dzielnicy Chylonia (organ uchwałodawczy), która jest jednostką pomocniczą Rady Miasta Gdyni. Na mocy statutu Dzielnicy Chylonia Rada ma właściwości takie, jak realizacja organizowanych przez dzielnicę przedsięwzięć i wspieranie inicjatyw miasta; współpraca z innymi radami dzielnic i z organizacjami pozarządowymi; wydawanie opinii w sprawach dzielnicy; występowanie do Rady Miasta Gdyni i Prezydenta Miasta Gdyni z wnioskami i opiniami dotyczącymi realizacji zadań publicznych miasta na terenie dzielnicy. Chylońska Rada Dzielnicy jest najliczniejsza. W jej skład wchodzi 21 radnych. Funkcja radnego dzielnicy pełniona jest społecznie, w związku z czym radni nie pobierają wynagrodzenia z tytułu jej pełnienia.
Zarząd dzielnicy składa się z przewodniczącego i dwóch wiceprzewodniczących. Kadencja radnego dzielnicy trwa 4 lata.

## Struktura demograficzna
Dane z 31 grudnia 2013 wg Samodzielnego Referatu Analiz Statystycznych UM Gdyni oraz Biura rozwoju UM Gdyni:
| Opis                              | Ogółem | Ogółem | Kobiety | Kobiety | Mężczyźni | Mężczyźni |
| --------------------------------- | ------ | ------ | ------- | ------- | --------- | --------- |
| Jednostka                         | osób   | %      | osób    | %       | osób      | %         |
| Populacja                         | 26 672 | 100    | 14 368  | 53,87   | 12 304    | 46,13     |
| Gęstość zaludnienia [mieszk./km²] | 6702   | 6702   | 3610    | 3610    | 3091      | 3091      |

## Architektura
Zabudowa Chyloni jest niejednolita. Rozmieszczenie zróżnicowanych stylem architektonicznym budynków w dzielnicy sprawia wrażenie silnie chaotycznego. Jest to ściśle powiązane z ciągłymi przemianami funkcji, jakie pełniła na przestrzeni wieków. W związku z faktem, że przez wiele stuleci ulica Chylońska była głównym traktem wsi (częścią tzw. Szosy gdańskiej) – a później dzielnicy – Chylonia, to właśnie przy niej znajduje się najwięcej najstarszych obiektów. Nieopodal tej trasy, gdzie za czasów wsi występowały rzadkie gospodarstwa domowe, w latach 60. i 70. XX wieku powstały liczne blokowiska, które uczyniły tę część miasta najludniejszą. Przyczyniło się to jednak do znacznego obniżenia jej walorów estetycznych. Na początku XXI wieku, wraz z ocieplaniem bloków mieszkalnych przez Gdyńską Spółdzielnię Mieszkaniową ich elewacje przybrały zupełnie różne od siebie (niekiedy kontrastowe) barwy. Zabudowa Meksyku, okolic ul. Swarzewskiej, składa się głównie z domów jednorodzinnych.

### Zabytki i inne ważne, historyczne obiekty

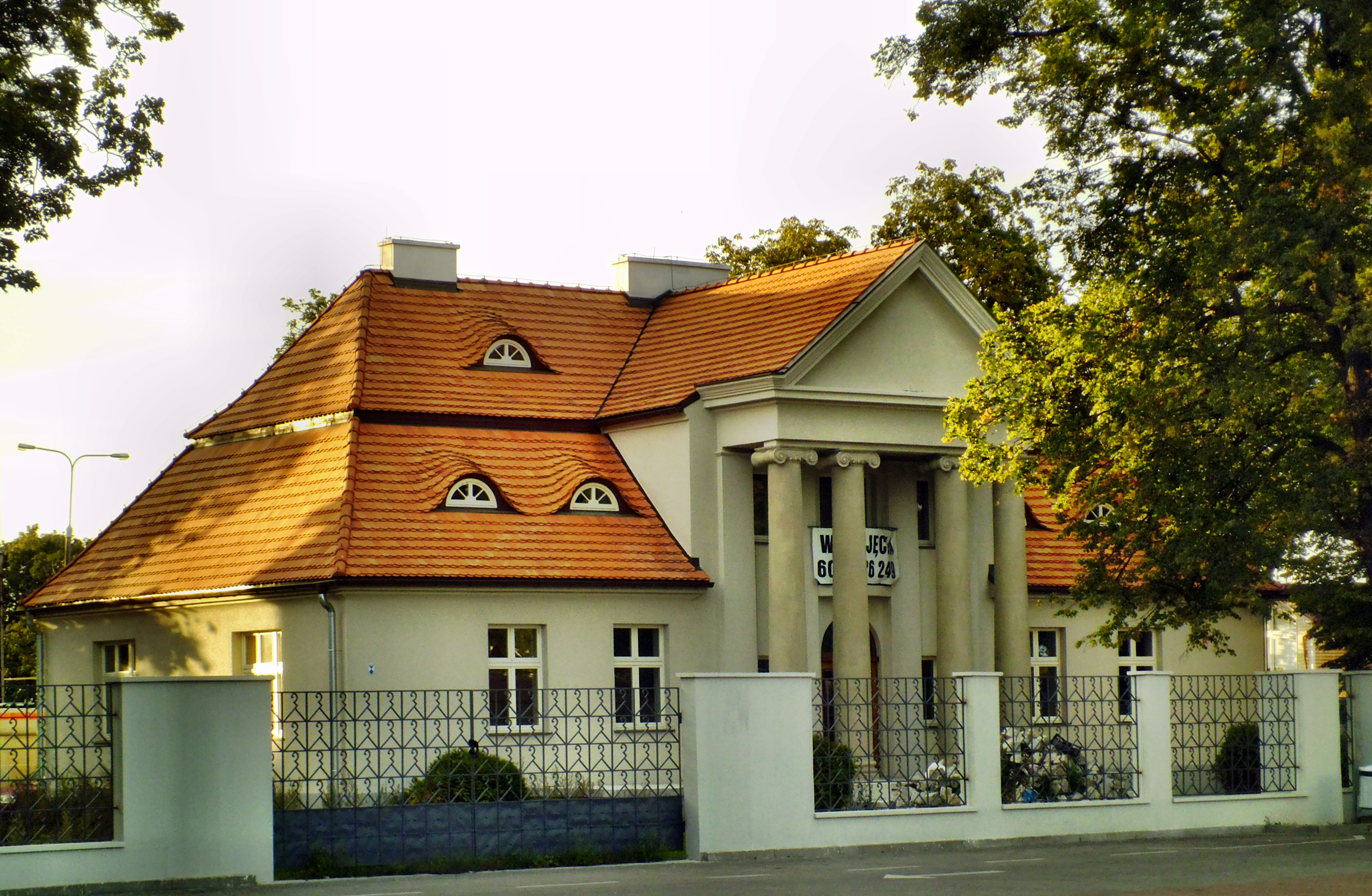
Willa Gazolina

#### ul. Chylońska
- nr 25 – Karczma (gospoda) rodziny Voss z XIX w. Na tym terenie istniała wcześniej średniowieczna oberża Thymiana;
- nr 27 – Piętrowy dom rodziny Voss;
- nr 28 – jeden z dawnych młynów;
- nr 39 – kamienica Miotków;Kościół parafii pw. św. Mikołaja

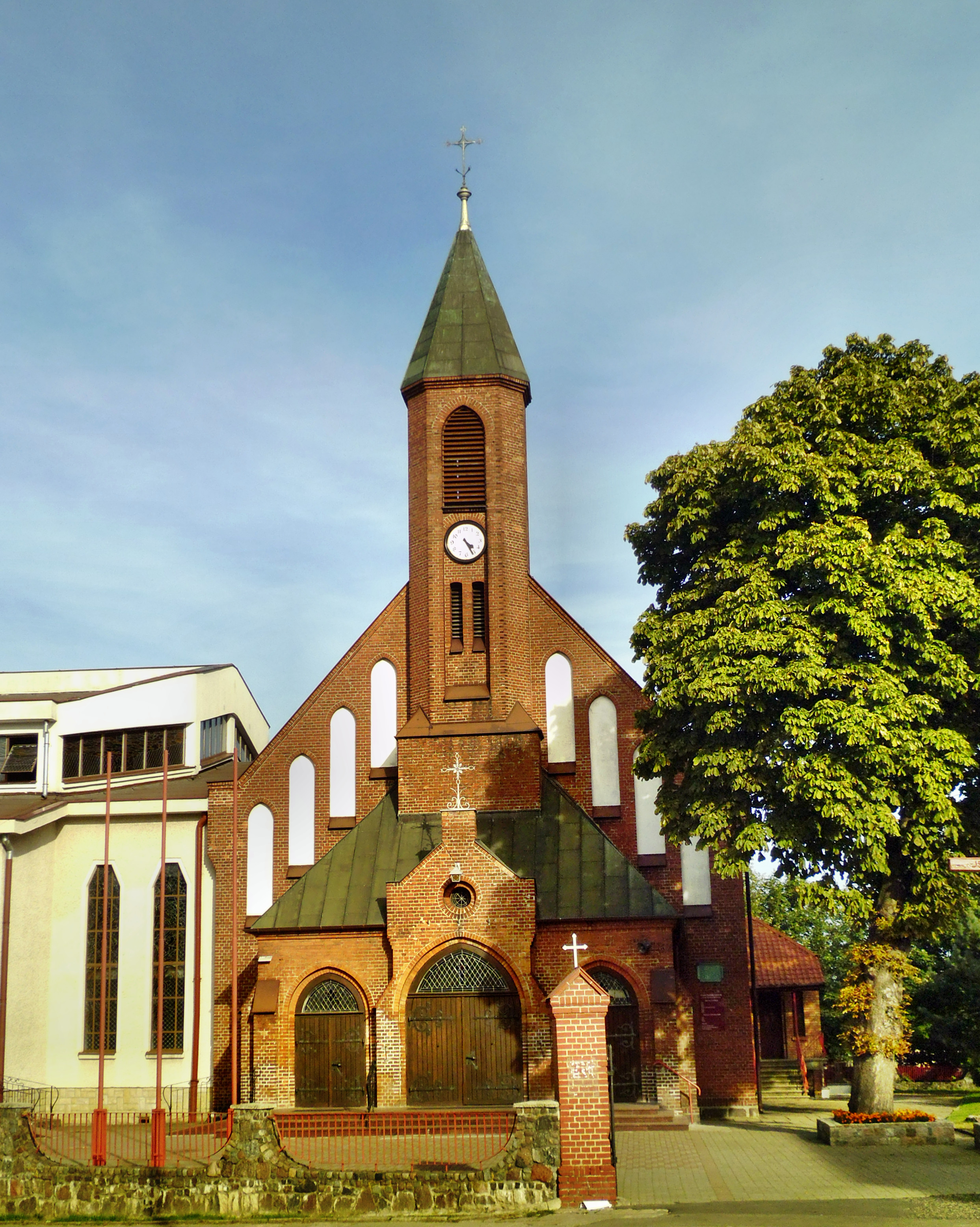
Kościół parafii pw. św. Mikołaja

- nr 42 – przedwojenne kino Lily (późniejszy Promień),
- nr 65 i 67 – Dwie bliźniacze kamienice zbudowane przez Józefa Dobke w 1931 roku;
- nr 76 – dawny posterunek żandarmerii i policji Pruskiej;
- nr 91, 91A i 93 – Kamienica rodziny Voss w stylu funkcjonalistycznym z 1932 r.
- nr 112A – willa Gazolina z 1931 r. – Jeden z najlepszych gdyńskich przykładów stylu dworkowego z wnętrzem w stylu Art Déco. Jest tu także zabytkowa wozownia;
- nr 124 – Urząd Pocztowy nr 4 (dawniej na Placu Dworcowym);
- nr 141 – Lipowy Dwór.

#### Plac Dworcowy
- nr 4 – XIX w. Dworzec kolejowy – zabytek.

#### ul. św. Mikołaja

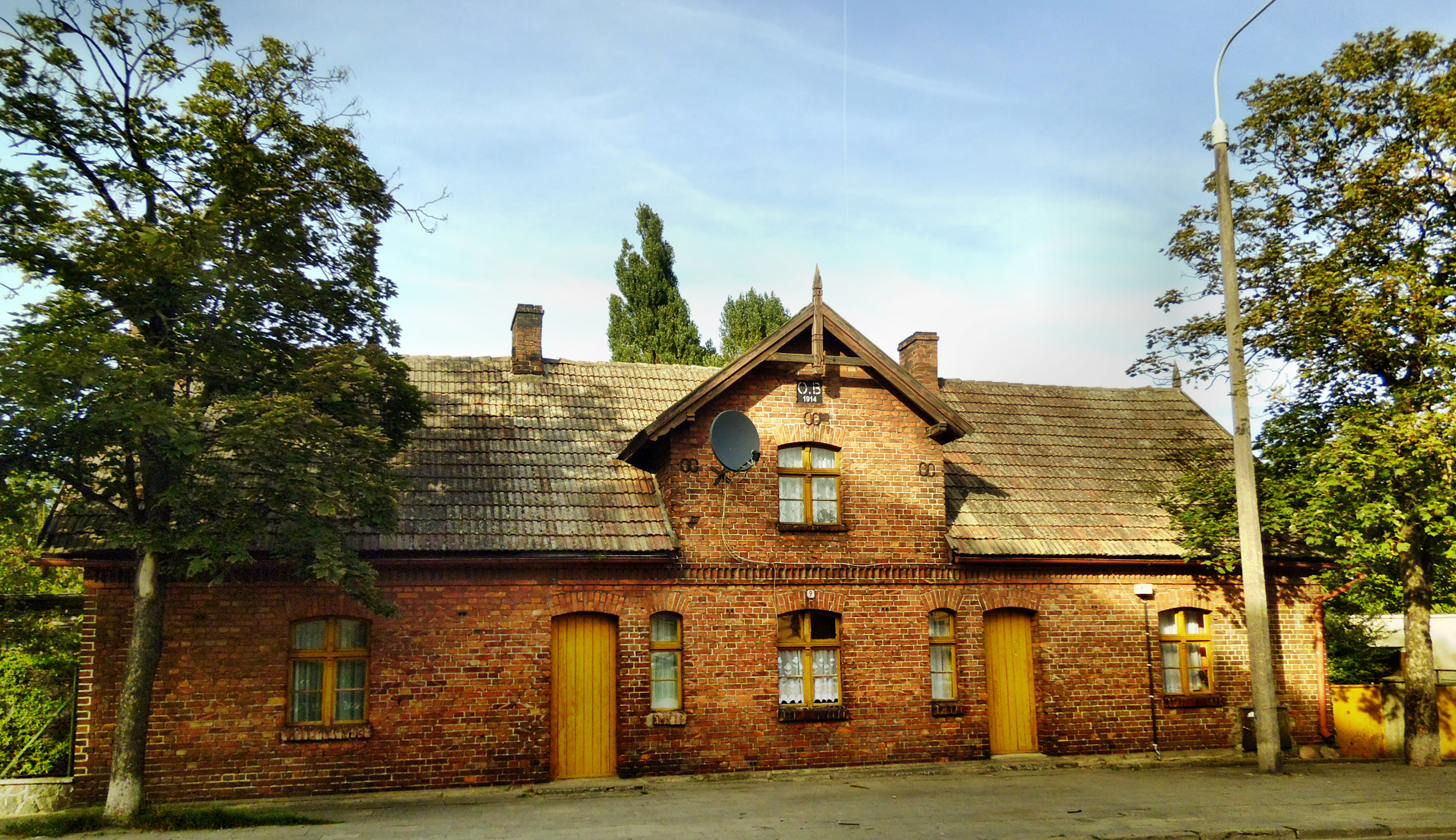
Dom rodziny Bieszke

- nr 3 – Zabytkowa kamienica, w której w czasie II wojny światowej znajdowało się biuro SS
- nr 4 – Zabytkowy, XIX-wieczny budynek kościoła parafialnego Z zabytkowym, prezbiterium z XIV wieku. W latach 70. XX wieku wybudowana została murowana zakrystia oraz nawa boczna, z lewej strony prezbiterium. W latach 1987–1992 świątynię rozbudowano o część w stylu socrealistycznym, zaburzając jej wcześniejszy wygląd. Zmieniono również układ wewnątrz budowli, przez co prezbiterium znajduje się z lewej strony od wejścia, a nie na wprost, jak to było od początku istnienia tego obiektu. Uwagę zwrócić mogą również trzy drewniane, neogotyckie ołtarze.
- nr 9 – Dom mieszkalny rodziny Bieszke z 1914 r. Przykład dawnej, wiejskiej zabudowy Chyloni.

#### ul. Lubawska
- nr 4 – Ceglany budynek dawnej Szkoły Elementarnej, obecnie Szkoły Podstawowej nr 10. Wybudowany w XIX w.

Warto przy tym nadmienić, że w kościele św. Mikołaja znajduje się zabytkowa Pietà – XIV w. rzeźba wykonana w drewnie, która uchodzi za najstarszy ruchomy zabytek sakralny w Gdyni.

## Transport drogowy
W Chyloni Znajdują się dwa ważne drogowe węzły komunikacyjne. Pierwszym z nich jest leżący na pograniczu z Cisową węzeł Chylonia, który jest początkiem drogi ekspresowej S6 – Obwodnicy Trójmiasta.
Drugim z nich jest leżący na południowo-wschodnim krańcu dzielnicy Węzeł Żołnierzy Wyklętych. Otrzymał on nazwę dopiero w sierpniu 2013 r., decyzją XXXIII sesji Rady Miasta Gdyni. Jest to początek obwodnicy Chyloni i Cisowej oraz zjazd do ul. Chylońskiej, będącej niegdyś główną szosą obu tych miejscowości. Przez dzielnicę (ul. Morska) przebiega również i kończy się na węźle Chylonia Droga wojewódzka nr 468.

### Komunikacja miejska
Organizatorem miejskiego transportu zbiorowego w Gdyni jest Zarząd Komunikacji Miejskiej w Gdyni, który dysponuje autobusami i trolejbusami kilku przewoźników. W Chyloni dominuje komunikacja trolejbusowa, ze względu na częstotliwość kursowania i dobrze rozwiniętą sieć trakcyjną. Chylonia jest dzięki niej jedną z najlepiej skomunikowanych ze Śródmieściem dzielnic. Zdecydowanie mniej zadowalające jest połączenie między Kępą Oksywską, Koleczkowem, Karwinami, Rumią a Pętlą Chylonia Dworzec PKP (Głównym węzłem integracyjnym w dzielnicy). Znajdują się tutaj 2 pętle i 2 ważniejsze przystanki. Przejeżdża przez nie bądź kończy na nich bieg 7 linii trolejbusowych i 18 autobusowych.

#### Linie, pętle i ważniejsze przystanki

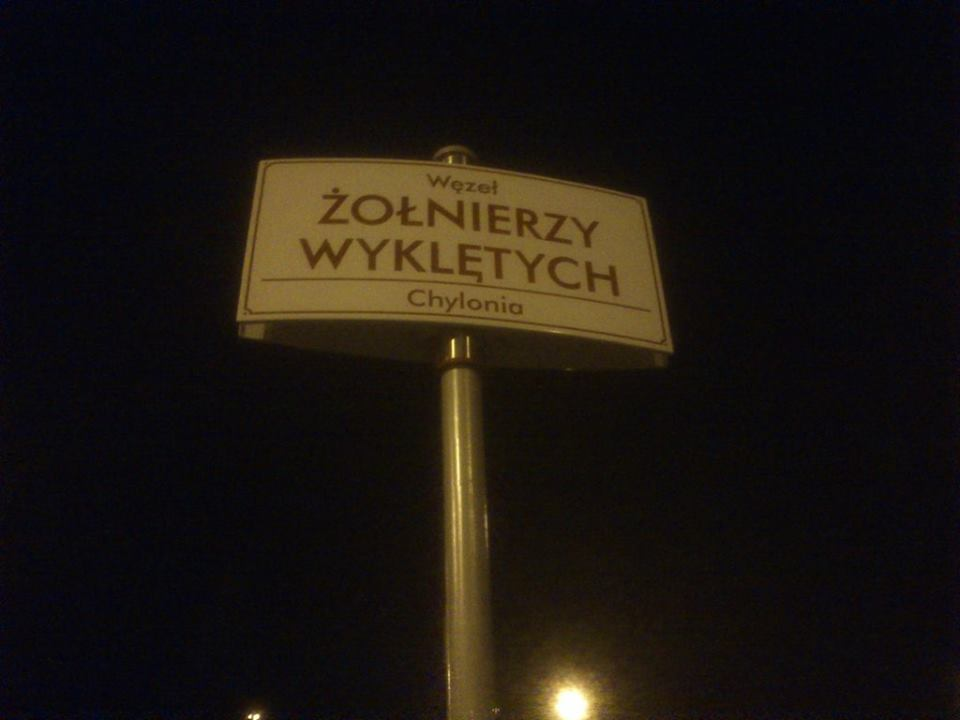
Tablica na węźle Żołnierzy Wyklętych

Chylonia Dworzec PKP to najważniejsza pętla autobusowa dla dzielnicy, z której odjeżdżają i na której zatrzymują się pojazdy w kierunku centrum miasta, Rumi i poszczególnych dzielnic. Pętla Chylonia Krzywoustego wraz z przystankiem Gruszkowa obsługuje ruch w kierunku Kępy Oksywskiej i spełnia funkcję wschodniej przydworcowej pętli, jednak znajdują się one w znacznym oddaleniu od stacji.
Duże zróżnicowanie własnościowe w tym miejscu utrudnia jakiekolwiek inwestycje miasta w infrastrukturę. W ciągu najbliższych lat sytuacja na zaniedbanym Placu Dworcowym ma ulec zmianie. Uporządkowany zostanie chaos komunikacyjny po obu stronach torowiska i wyremontowane zostaną budynki, w tym dworzec. Po północnej stronie torowiska ma powstać parking Park&Ride. Planuje się także budowę kolejnej pętli, po przeciwległej stronie torowiska.
Na południe od przydworcowej pętli znajduje się znaczący zespół przystankowy Chylonia Centrum, który obsługuje ruch z/do Pustek Cisowskich, Wielkiego Kacka, Śródmieścia, Kępy Oksywskiej, Sopotu i dworca w Chyloni. Posiada 4 wiaty przystankowe.
Zespół przystankowy Węzeł Żołnierzy Wyklętych znajduje się na południu dzielnicy, przy Węźle Żołnierzy Wyklętych. Wiata dla ruchu w stronę Rumi oraz ruchu skierowanego na południe, pełni rolę ostatniego i pierwszego wspólnego przystanku między pojazdami kursującymi ul. Morską lub ul. Chylońską oraz do/ze Śródmieścia albo Kępy Oksywskiej.

### Autobusowa komunikacja regionalna
Przez Chylonię przebiegają dwie linie komunikacji regionalnej Pomorskiej Komunikacji Samochodowej.

## Transport kolejowy

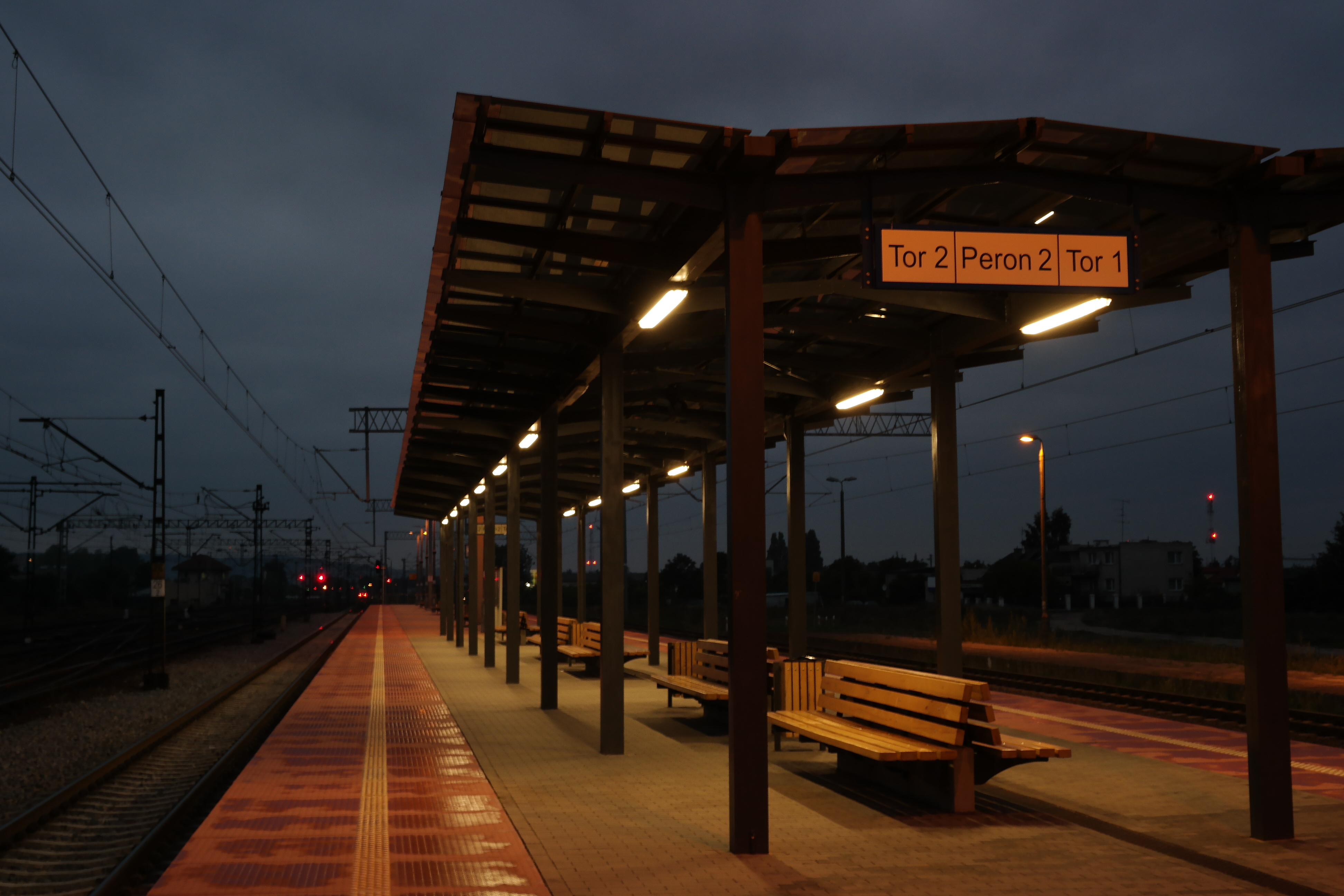
Peron 2 stacji Gdynia Chylonia

W granicach Chyloni znajdują się stacja i przystanek osobowy, obsługujące połączenia SKM:
- Gdynia Leszczynki
- Gdynia Chylonia – stacja węzłowa. Jest to jedna z czterech stacji w Gdyni, która obsługuje ruch pasażerski inny niż SKM.

W Chyloni znajduje się także wagonownia PKP – Gdynia Postojowa.
Przez dzielnicę przebiegają linie kolejowe:
- 250 – Gdańsk Śródmieście – Rumia
- 202 – Gdańsk Główny – Stargard
- 723 – Gdynia Chylonia – Gdynia Port GPF
- 964 – Gdynia Chylonia – Gdynia Postojowa

W Chyloni znajduje się przejazd kolejowy na ul. Puckiej, który stanowi jedyną przeprawę dla transportu kołowego przez torowisko magistrali kolejowej Trójmiasta. Jest to problematyczne dla Gdynian, ponieważ pociągi pasażerskie po magistrali kursują w szczycie komunikacyjnym z taktem ok. 7 minut, co powoduje długie zamknięcia przejazdu. To pociąga za sobą poniższe skutki:
- Ulica Pucka stanowi naturalne połączenie Chyloni z Kępą Oksywską. Obecny stan uniemożliwia swobodną komunikację.
- Przy ulicy Hutniczej znajduje się jednostka straży pożarnej. Obecny stan utrudnia dojazd pojazdów do zabudowań Chyloni na południe od torowiska.
- Długi czas zamknięcia przejazdu jest przyczyną wypadków z udziałem pieszych przechodzących nielegalnie przez zamknięty przejazd.

Istnieją plany budowy bezkolizyjnej przeprawy przez torowisko. W 2021 przystąpiono do realizacji tej inwestycji o wartości 79 mln zł.

## Pomniki

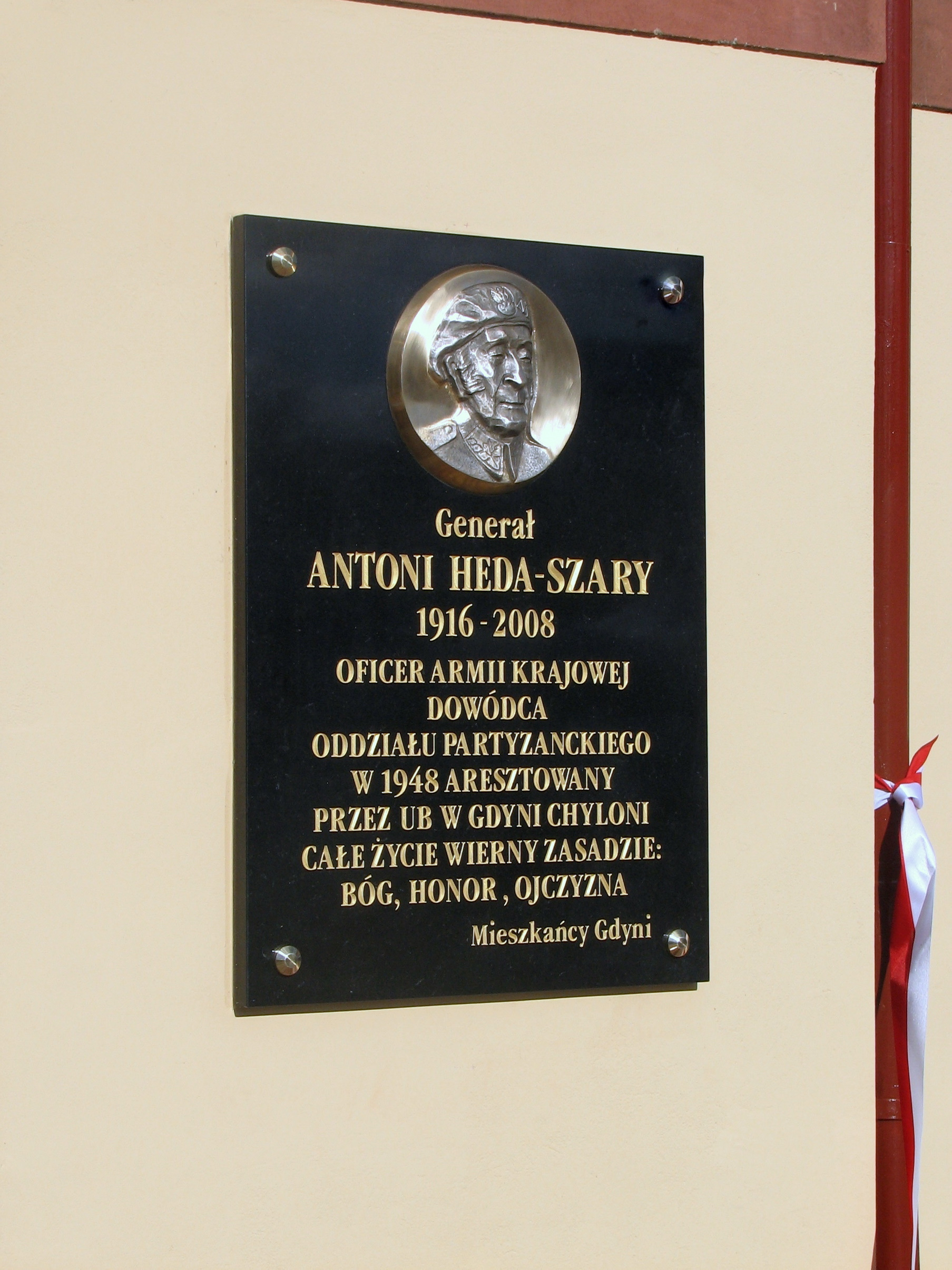
Tablica upamiętniająca na dworcu

- Poległym w latach 1914–1920 Żołnierzom Polskim z Chyloni – Położona w Leszczynkach przy ulicy Działdowskiej 12 postać Chrystusa na białym cokole. Na nim umieszczono cztery zdobione tablice z 40 kaszubskimi nazwiskami.
- Tablica upamiętniająca gen. Antoniego Hedę – Umieszczona na dworcu kolejowym Gdynia Chylonia w miejscu aresztowania go przez MBP Antoni Heda „Szary” był generałem brygady Wojska Polskiego, oficerem AK i dowódcą oddziału partyzanckiego.
- Św. Józefowi – Figura na kamiennym cokole położona na terenie kościoła pw. św. Mikołaja upamiętniająca zmarłych, spoczywających na cmentarzu, który jeszcze w dwudziestoleciu międzywojennym okalał zabytkowy budynek.

## Przyroda

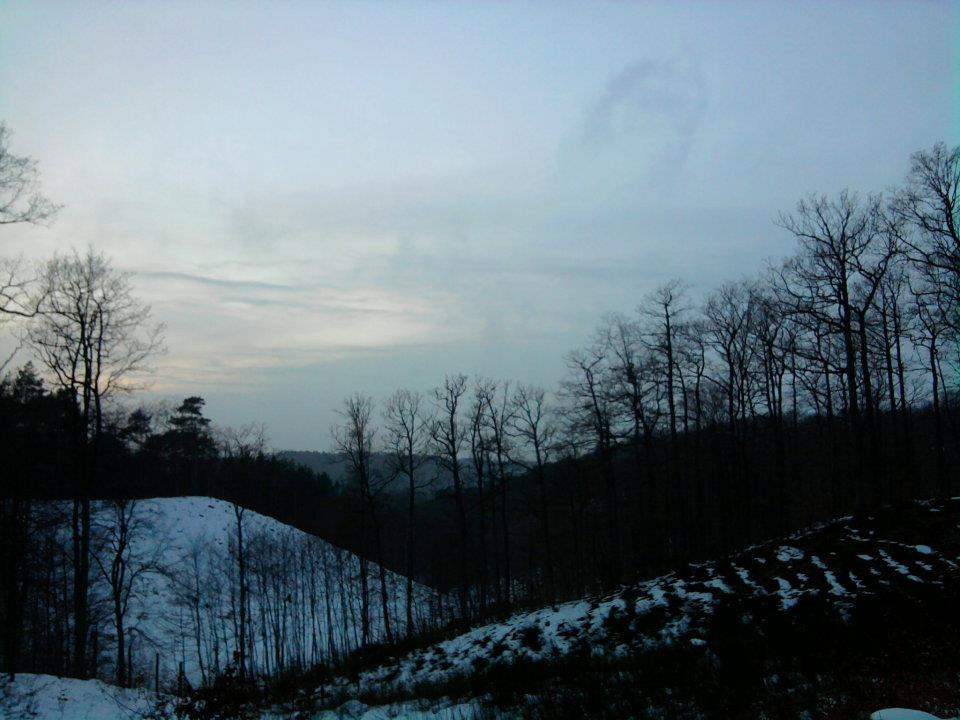
Lasy Chylońskie

Chylonia położona jest w bezpośrednim sąsiedztwie obszarów leśnych Trójmiejskiego Parku Krajobrazowego, a w szczególności jego części, czyli Lasów Chylońskich, będących pozostałością po dawnym Nadleśnictwie Chylonia. Nadleśnictwo to zostało wchłonięte przez Nadleśnictwo Gdańsk, które przejęło siedzibę w tej dzielnicy. 
Jako że Chylonia znajduje się w niecce Pradoliny Kaszubskiej, nad południową częścią dzielnicy górują wzgórza, w tym owiana legendą Święta Góra.
Przez Chylonię przepływa rzeka Chylonka.
W dzielnicy znajdują się liczne tereny zielone, w tym parki. Największy z nich, Park Kiloński, utworzony został na terenie, na którym za czasów, gdy Chylonia była wsią, znajdował się sporych rozmiarów Staw Kriesela. Służył on pracy młynom na Chylonce, które były przed II Wojną Światową dwa.

## Edukacja
Na terenie Chyloni znajdują się cztery przedszkola, dwie szkoły podstawowe, dwa gimnazja, jedno liceum ogólnokształcące, oraz zespoły szkół policealnych:
- Centrum Kształcenia Zawodowego i Ustawicznego nr 3[18]
- Zespół Szkół Ekologiczno-Transportowych

Są to placówki publiczne.
Przy ulicy Opata Hackiego działa także Poradnia Psychologiczno-Pedagogiczna nr 2

## Biblioteki
W Chyloni znajdują się publiczne biblioteki:
- Gdyńska Biblioteka Publiczna filia nr 12[19]
- Gdyńska Biblioteka Publiczna filia nr 18[20]